# Marcus Ekenberg
Ulf Marcus Daniel Ekenberg, född 16 juni 1980 i Ysane, Blekinge län, är en svensk fotbollsspelare som spelar för BK Union. Tidigare under karriären har han även spelat för Mjällby AIF och Helsingborgs IF. Ekenberg har gjort flera landskamper på juniornivå och en match i U21-landslaget.

## Klubbkarriär
Marcus Ekenberg började spela fotboll i Mjällby AIF. Han debuterade i a-laget 1997 och gjorde sitt första mål i maj samma år under en match mot IFK Malmö i division ett södra. I början av 2000 värvades han till Helsingborgs IF (HIF), men fick inte så mycket speltid under Nanne Bergstrand som då var tränare i klubben. Han spelade inte en enda match för HIF under 2001, och blev på hösten utlånad till Mjällby. 2002 tog Sören Cratz över HIF, och då fick han mer speltid, men han värvades tillbaka till sin moderklubb året därpå. Både 2003 och 2004 vann klubben division ett. I kvalet 2003 förlorade man mot GAIS, men 2004 vann man mot Husqvarna FF och gick upp till Superettan. Resten av 2000-talet var klubben kvar i denna division, och Ekenberg spelade en viktig roll för laget; många år snittade han ett mål varannan match. Efter att Marcus Lindberg lämnade klubben 2008 blev "Eken" lagkapten. Säsongen 2009 vann han Superettans skytte- och poängligor med 19 mål och 11 passningar, vilket var starkt bidragande till lagets avancemang till allsvenskan.
Ekenberg som aldrig tidigare varit särskilt lyckosam i allsvenskan, fick målskyttet att lossna ordentligt i hemmapremiären mot GAIS den 21 mars 2010. Ekenberg satte dit 3 mål, en succé som senare följdes upp med ännu ett mål mot Örebro på bortaplan.
Under säsongen 2014 spelade Ekenberg 14 matcher och gjorde två mål för Mjällby. Han bröt benet under en träning den 21 juli 2014 och missade resten av säsongen. I februari 2016 förlängde han sitt kontrakt med Mjällby över säsongen 2016.
2017 jobbade Ekenberg som idrottslärare men spelade även för Sölvesborgs GoIF i Division 3.

## Landslagskarriär
Under ungdomstiden blev Ekenberg uttagen i flera åldersbestämda lag. Han spelade sex pojklandskamper samt 17 juniorlandslagsmatcher och under 2000 spelade han sin första och enda U21-landslagsmatch.